# Oberscheider Bach (Agger)
Der Oberscheider Bach ist ein ca. 775 m langer, orographisch rechter Nebenfluss der Agger in Lohmar im Rhein-Sieg-Kreis in Nordrhein-Westfalen.

## Geographie

### Verlauf
Der Oberscheider Bach entspringt östlich von Oberscheid. Von dort fließt er teilweise schwach mäandrierend durch ein größeres Waldgebiet südwestlich von Schiffarth. Nach Durchfließen einer landwirtschaftlich genutzten Wiesenfläche fließt der Oberscheider Bach durch Schiffarth hindurch. Nach Unterquerung der örtlichen Straße fließt der Oberscheider Bach durch Wiesengebiet, bis er in die Agger mündet.

### Zuflüsse
Ein namenloser orographisch linker Nebenfluss, der nordwestlich von Schiffarth entspringt, mündet in den Oberscheider Bach.

### Ortschaften und Weiler am Bachlauf
- Oberscheid
- Schiffarth